# Cantidad silábica
En fonología, el peso de la sílaba es el concepto de que las sílabas se combinan según el número y / o la duración de los segmentos en el tiempo. En la poesía clásica, tanto griega como latina, las distinciones del peso de la sílaba eran fundamentales para el metro de la línea. Está relacionado con la cantidad vocálica y el sonido consonante.

## Lingüística
En diversas lenguas, como el latín, una sílaba "pesada" o "larga" es la que tiene una vocal larga o un diptongo, cuyo núcleo silábico o rima se pueden descomponer en elementos fonéticos más finos. El hecho de que un núcleo esté compuesto generalmente significa que la sílaba contiene una vocal larga o un diptongo; este tipo de sílaba se representa con la abreviatura CVV (para consonante-vocal-vocal), aunque esto no implica necesariamente que la escritura de esa sílaba respete esa combinación.
Una sílaba que contiene una rima compuesta se llama cerrada, es decir, contiene una coda silábica (una o más consonantes al final de la sílaba); este tipo de sílaba se representa con la abreviatura CVC.
En algunos idiomas, las sílabas CVV y CVC son pesadas, mientras que una sílaba con una vocal breve como núcleo y sin coda (una sílaba CV) se dice que es ligera o breve. En otros idiomas, solo las sílabas CVV son pesadas, mientras que CV son livianas, y algunas sílabas CVC son pesadas (por ejemplo, si la coda es sonora) y otras sílabas CVC son livianas (por ejemplo, si la coda es un obstruyente). Finalmente, algunas lenguas distinguen un tercer tipo de sílaba, el tipo CVVC (que tiene tanto un núcleo compuesto como una coda) y / o CVCC (que tiene una coda con dos o más consonantes), llamada sílaba extrapesada o extra larga. No todas las sílabas son pesadas en todos los idiomas.
En francés, encontramos principalmente los siguientes tres diagramas:
- Conjunto de consonantes + vocal larga o diptongo o triptongo (CVV): sílaba largamente abierta (ejemplo: [toa]);
- Ensamblaje de consonantes + vocal breve (CV): sílaba corta abierta (ejemplo: [a]);
- Conjunto de consonantes + vocal corta + coda silábica (consonante final) (CVC): sílaba cerrada (ejemplo: [tok]).

La distinción entre sílabas pesadas y ligeras juega un papel importante en la fonología de algunas lenguas, especialmente con respecto a la asignación de acento léxico. Por ejemplo, en el patrón de estrés de Sezer en turco se observa en los nombres de los lugares, el estrés principal se produce como una sílaba iamb (es decir penúltima tensión) a la izquierda de la sílaba final: (L ' L ) σ. Sin embargo, cuando el pie mètrico de la poesía contiene una sílaba pesada en la primera sílaba, mientras que la segunda sílaba es clara, el pie métrico de la poesía cambia a un troqueo (es decir, antepenúltimo esfuerzo) porque es necesario que el estrés principal caiga sobre una sílaba pesada siempre que sea posible: (' HL) σ, y no * (H ' L ) σ.
En la teoría de moras, las sílabas ligeras se analizan como consistentes en una mora, las sílabas pesadas de dos y las extrapesadas de tres. La cantidad silábica juega un papel más o menos importante según el lenguaje considerado. En particular, puede estar en la base de la localización del acento tonal. Da su nombre a la versificación cuantitativa utilizada en particular por los antiguos griegos y latinos.

## Poesía clásica
En la poesía hexámera griega antigua y en la literatura latina, las líneas seguían ciertos patrones métricos, como los basados en arreglos de sílabas pesadas y ligeras. Una sílaba pesada se conoce como longum y uno ligero como brevis; en la actualidad, reflejando los términos antiguos, un longum a menudo se llama una "sílaba larga" y un brevis una "sílaba corta", creando potencialmente confusión entre longitud de la sílaba y longitud de la vocal. Una sílaba se consideraba pesada si contenía una vocal larga o un diptongo (y por lo tanto era "larga por naturaleza" - sería larga sin importar qué) o si contenía una vocal corta seguida de más de una consonante: "larga por posición", larga en virtud de su relación con las siguientes consonantes.
Un ejemplo:
- Arma virumque cano, Troiae qui primus ab oris.
- Italiam fato profugus Laviniaque venit

(Eneida 1.1-2)
La primera sílaba de la primera palabra (arma) es pesada ("larga por posición") porque contiene una vocal corta (la A) seguida de más de una consonante (R y luego M). La segunda sílaba es ligera porque contiene una vocal corta (una A) seguida inmediatamente por una sola consonante (la V). La siguiente sílaba es ligera por la misma razón. La siguiente sílaba, la segunda sílaba de la palabra virumque, es pesada ("larga por posición") porque contiene una vocal corta seguida de más de una consonante (la M y luego la Q).
Pero, por ejemplo, la primera sílaba de la palabra Troiae es pesada ("larga por naturaleza") porque contiene un diptongo, independientemente de los sonidos que le sigan. Del mismo modo, la primera sílaba de la segunda línea (la primera de la palabra Italiam) es pesada ("larga por naturaleza") porque contiene una vocal larga, y será pesada sin importar qué sonidos vengan después.
Llamar una sílaba "largo por posición" es equivalente a notar que la sílaba termina con una consonante (una sílaba cerrada), porque los hablantes latinos y griegos en la era clásica pronunciaban una consonante como parte de una sílaba anterior solo cuando iba seguida por otra consonante, debido a las reglas de silabificación griega y latina. En un grupo de consonantes, una consonante termina la sílaba precedente y el resto comienza la siguiente sílaba. Por ejemplo, el latín syllabifies volat como vo-lat pero dignus como dig-nus y monstrum como mon-strum.

### Excepciones y adiciones
- Algunas excepciones y elaboraciones de las reglas anteriores de sílabas pesadas y ligeras: Las letras griegas ζ, ξ, ψ, z ( zeta , xi y psi ) y sus equivalentes romanos Z y X (y PS) se pronunciaron como dos consonantes, por lo que se alargan por posición a pesar de estar representadas por un solo carácter.[2][3] Por ejemplo, la primera sílaba de gaza es pesada, a pesar de la vocal corta seguida de una consonante escrita, porque la Z se pronunció como dos consonantes y alarga la sílaba por posición.
- La combinación oclusiva-lateral (generalmente) o oclusiva-nasal (a veces) era coherente tanto en latín como en griego; es decir, las dos consonantes se pronunciaban con la velocidad de una consonante. Como resultado, no se alargaron por posición si el poeta no los quería (aunque podían si el poeta lo elegía). Por ejemplo, la primera sílaba de patris es generalmente ligera, a pesar de que tiene una vocal corta seguida de dos consonantes, porque las consonantes son coherentes (y la palabra es silabificada pa-tris). Sin embargo, la combinación aspirada-nasal o consonante sonora-nasal no se cohesionó y siempre se alarga por posición.
- En Homero y sus imitadores, el digamma ( ϝ ), un sonido difunto en el alfabeto jónico estándar y perdido en la pronunciación por el período clásico, todavía se sentía lo suficiente como para alargar por posición, a pesar de que normalmente no está escrito en los poemas homéricos. Por ejemplo, en la línea ἦτοι μὲν τόδε καλὸν ἀκουέμεν ἐστὶν ἀοιδοῦ (Odisea, 9.3), la primera sílaba de καλὸν es larga, a pesar de que tiene una vocal corta seguida de una sola consonante, porque la palabra era originalmente καλϝὸν, y el digamma todavía se sentía lo suficiente como para alargar la sílaba por posición. Como la digamma se estaba perdiendo durante el tiempo en que se componían, recitaban y escribían los poemas homéricos, sus efectos a veces no se sienten, de modo que las palabras que habrían contenido un digamma a veces no muestran sus efectos.

Como se señaló anteriormente, el número y el orden de las sílabas pesadas y ligeras en una línea de poesía (junto con los saltos de palabras) articulaban el metro de la línea, como el medidor clásico más famoso, el hexámetro dactílico épico.